# Judendomens historia
Judendomens historia är historien om judendomen, deras tro och kultur och innefattar enligt traditionen en tid på drygt 4 000 år. Särskilt för den äldre tiden saknas arkeologiska lämningar eller oberoende urkunder som kan bekräfta uppgifterna i Gamla testamentet, vilka ifrågasätts av många arkeologer och historiker.
Judarnas historia är centrerad i området omkring det som nu utgör staten Israel. Judarna befann sig ofta i krig med sina grannländer, vilket kom att prägla deras historia. Under den romerska perioden skingrades judarna och spreds över världen i den så kallade diasporan. Judendomen överlevde, men förföljelser som kulminerade i Förintelsen väckte tanken om ett nytt nationellt hem. Den moderna staten Israels historia behandlas särskilt i artikeln Israels historia.

## Israeliterna
En lämplig utgångspunkt för den judiska historien är Guds förbund med Abraham. Berättelserna om Abraham, Sara och deras son Isak är viktiga inom den judiska traditionen. Abraham sägs ha fötts i Ur i Kaldeen. Abrahams far Tera skall ha utvandrat med familjen till Haran i nordvästra Mesopotamien. Enligt den judiska traditionen fick Abraham Guds befallning att flytta till Kanaan som skulle bli Abrahams och hans efterföljares utlovade land. Beviset på detta förbund är den manliga omskärelsen som än idag praktiseras av religiösa judar. Isaks son Jakob bytte namn till Israel och gav därmed namnet på det område där de efterföljande, de israelitiska stammarna, bosatte sig. Dessa händelser brukar påstås ha inträffat omkring 2000 f. Kr.

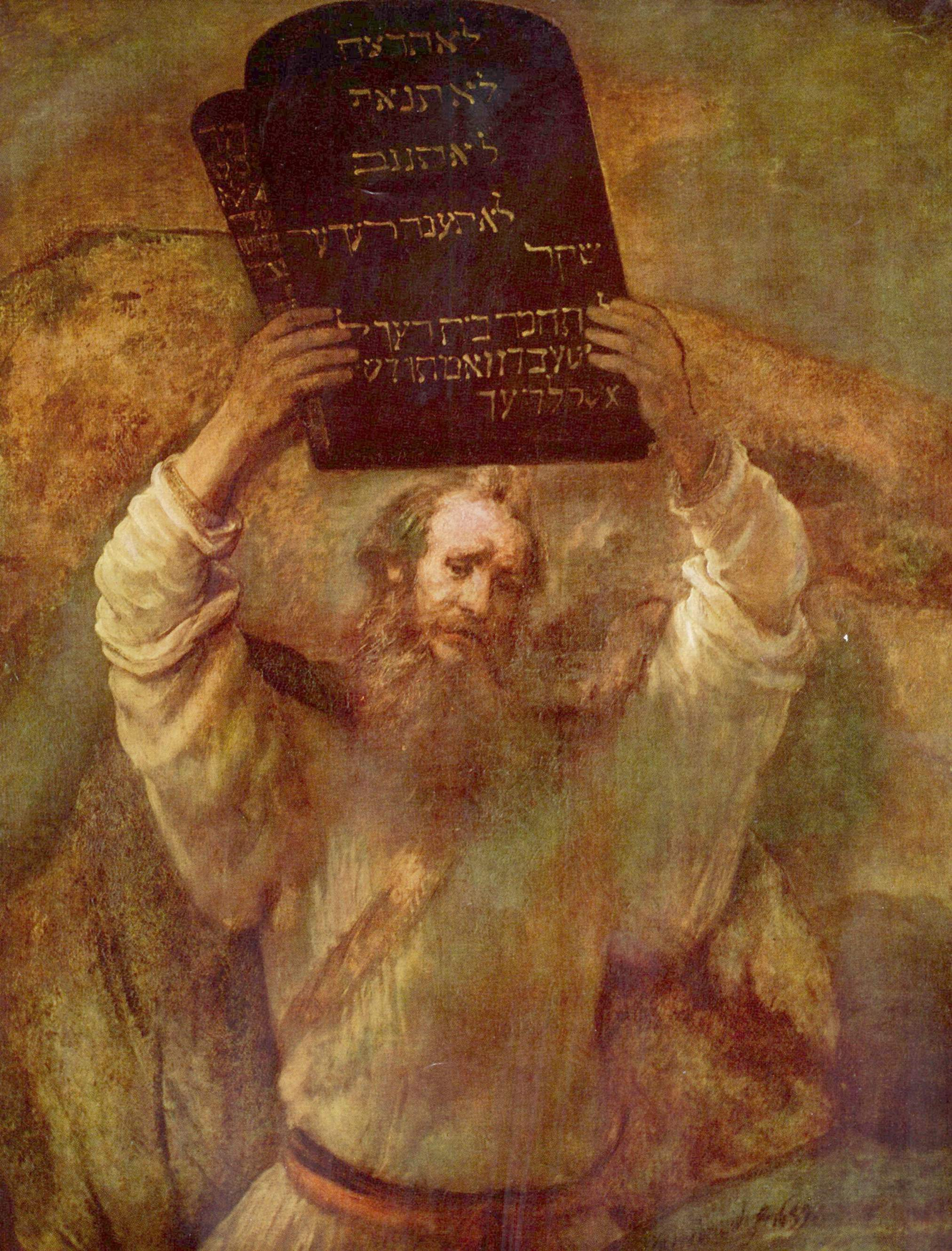
Moses med stentavlorna med de tio budorden. Målning av Rembrandt.

De människor som redan bodde i Kanaan kallade Abrahams efterföljare för ivri, "folket från andra sidan floden", och möjligen kan ordet hebré härledas från det ordet. I Kanaan levde israeliterna som herdar, halvt nomader, halvt bosatta. Första Moseboken berättar hur Josef, Jakobs son och hans bröder genom olika omständigheter bosatte sig i Egypten. Israeliterna skall ha levt i Egypten i hundratals år tills en farao, enligt traditionen Ramses II, förslavade israeliterna. Genom Guds ingripande skall då Mose ha lett sitt folk ut ur Egypten, och på berget Sinai sägs förbundet mellan Gud och israeliterna ha förnyats när Mose fick mottaga de tio budorden. Än idag firas det egyptiska uttåget varje år genom den judiska påsken, pesach. Många historiker menar att berättelsen om uttåget inte är en historisk händelse, händelserna omnämns inte i några egyptiska annaler och arkeologiska fynd har inte visat att det bodde en stor grupp israeliter i Nildeltat vid den aktuella tiden.
Vandringen i öknen skall enligt traditionen ha tagit 40 år och ledda av Josua skall israeliterna ha kommit till Kanaan som de erövrade från andra folk. De bosatte sig på ömse sidor av Jordanfloden (med Rubens och Gads stammar och halva Manasses stam öster om Jordan) och leddes av olika domare. Arkeologiska fynd gör det troligt att det rör sig om en gradvis inflyttning och att befolkningen i Jordandalen har ökat snabbt i början av järnåldern, från 1200 f. Kr.
Domarboken berättar hur israeliterna befinner sig i krig mot omgivande folk som filistéerna, moabiterna och midjaniterna. Israeliterna levde indelade i tolv stammar som förde sina egna krig eller slogs inbördes. I tider av akut fara kunde ett par eller flera stammar samarbeta under ledning av någon inflytelserik krigare, en "domare" (sjofetím). I Domarboken i Gamla Testamentet namnges 13 domare, däribland Simson, Gideon och Debora.

## Kungariket
Det är okänt hur Kungariket Israel och Juda rike bildades, men sägner om detta sammanställdes av exiljudar i Babylonien under 500-talet f. Kr. Enligt första och andra Samuelsböckerna hade filistéerna, omkring 1000 f. Kr., lyckats erövra förbundsarken. Domaren Samuel utsåg därför först Saul, sedan David till kung. I Samuelsböckerna i den hebreiska bibeln berättas hur David lyckas erövra Jerusalem från jebusiterna och gör det till sin huvudstad. Det skildras hur David efterträddes av Salomo, som igångsatte byggandet av templet i Jerusalem omkring år 960 f. Kr. Davids och Salomos regeringstid betraktas ofta som en guldålder i den judiska historien, men det saknas oberoende källor som kan bekräfta de berättelser som omger dem eller ens att de har existerat.

Israel och Juda rike 926 f. Kr.

Efter Salomos död utbröt tronföljdsstrider mellan de nordliga och sydliga stammarna. De tio norra stammarna samlades kring Salomos förtrogne Jerobeam och bildade en egen stat, Israels rike, medan Juda och Benjamins stammar höll fast vid Salomos son Rehabeam och detta rike kallades Juda rike.
I Israels rike förbjöd Jerobeam vallfärder till Jerusalem och skapade istället två egna kultplatser, i städerna Betel i söder och Dan i norr. Det förefaller som om religionen i Kungariket Israel och Juda rike var en regional variant av västsemitisk religion i allmänhet, och under kung Ahab intensifierades dyrkandet av Baal.
Bibeln, Josua, 13 Kapitlet.. Stockholm: Sv. kyrkans diakonistyrelses bokförlag. 1929
Oberoende källor som styrker existensen av Kungariket Israel och Juda rike föreligger från och med 840-talet f. Kr., då den s.k. Mesa-stelen nämner kungariket Israel som "Omris hus".
Kungariket Israels historia utmärks av ständiga politiska förvecklingar tills hela landet erövrades av assyrierna år 722 f.Kr.. Efter ett uppror år 720 f.Kr. lät den assyriske kungen Sargon II deportera större delen av befolkningen, vilka aldrig mer hörs av, något som har gett upphov till berättelsen om Israels tio förlorade stammar. Ur kvardröjande rester av de tio stammarna utvecklades Samarierna.
Även Juda rike levde farligt mellan Egypten och Assyrien. Denna period beskrivs i Jesaja i Gamla testamentet. Assyrien under kung Sanherib belägrade Jerusalem men av okänd anledning avbröts ockupationen. Det framgår av 2Kung. kap. 23 att polyteism utövades i Juda ännu på 620-talet f. Kr., men en monoteistisk tendens hade tagit sin början på 700-talet under inflytande av profetgestalterna Elia, Hosea, Amos, Jesaja och Mika. Genom kung Josias försorg vann denna monoteistiska tendens insteg i det offentliga religiösa livet i Juda rike på 620-talet. Den andre Jesajas (Deuterojesaja) verksamhet bland judar i babylonisk exil några decennier senare skulle utgöra slutledet i omvandlingen från polyteism till monoteism, och till judendom som vi nu känner den.

## Den babyloniska fångenskapen
586 f. Kr. erövrades Jerusalem av den babyloniske kungen Nebukadnessar II som därefter lät deportera en stor del av folket, den "babyloniska fångenskapen". Även denna händelse är viktig i den judiska traditionen och än idag minns man den genom att fasta en gång om året på den nionde dagen i månaden av. Man vet inte hur många som tvingades i exil men det rör sig snarare om ett antal tiotusen, inte miljontals människor. Många judar flydde även till Egypten.
Exilen i Babylonien gjorde att de religiösa formerna förändrades, främst genom förlusten av Jerusalems tempel. Fördrivningen från Israel tolkades som Guds straff. I gudstjänsten betonades istället bön och studium av den religiösa skrifterna. Församlingshuset, synagogan, har sitt ursprung i Babylonien. Genom olika religiösa regler sökte man att särskilja sig från andra folk i Babylonien. Eftersom de som var drivna i exil alla kom från Juda rike talar man om deras religion från denna tid som judendom.

## Den persiska tiden

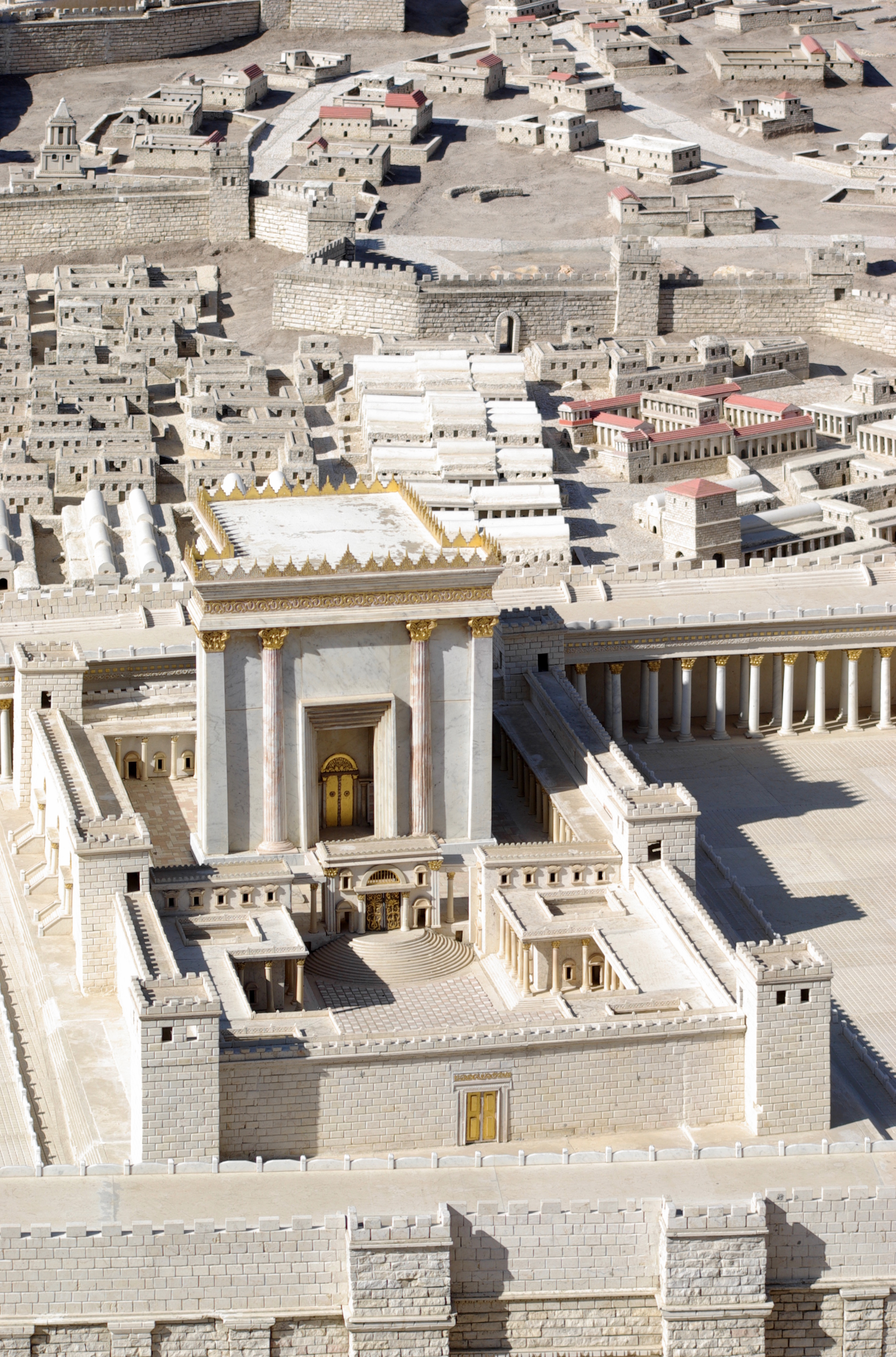
Det andra templet

Efter att den akemenidiske storkungen Kyros II erövrat Syrien och Palestina från Babylonien gav han tillåtelse för judarna i Babylonien att återvända till Judéen och utfärdade ett dekret, den s.k. Kyroscylindern, om att Jerusalems tempel skulle återuppbyggas med medel från den kungliga statskassan. Återvandringen skedde i etapper och den sista gruppen judar återvände anförda av prästen Esra. Det andra templet stod färdigt på nytt omkring år 515 f. Kr. under Dareios den stores regering.
Den akemenidiska tiden varade fram till 332 f. Kr. och verkar ha varit en fredlig tid där judarna hade en privilegierad status. Prästerna skötte administrationen av Israel under persisk överhöghet. Prästen Esra och den kungliga munskänken Nehemja såg det som sin uppgift att stärka den judiska identiteten, bland annat genom att definiera en jude som den som har en judisk mor. Nehemja utsågs av storkungen Artaxerxes I till satrap i Jerusalem.
Moseböckerna samt delar av Psaltaren blev nedskrivna under den persiska tiden. Vissa forskare anser att judendomen påverkades av zoroastrismen under den persiska tiden.

## Alexander den store och seleukiderna
Det persiska riket erövrades på 300-talet f.Kr. av Alexander den store. Denne lät den judiska tempelstaten i Jerusalem existera vidare men efter Alexanders bortgång delades det erövrade området upp mellan hans generaler. Generalen Seleukos styrde över motsvarigheten till Turkiet, Syrien och Libanon medan general Ptolemaios styrde över Egypten och Juda rike. Det blev dock snart en bricka i spelet mellan seleukiderna och den ptolemaiska dynastin. Den seleukidiska kungen Antiochos IV lyckades angripa Egypten 169 f.Kr. och därefter plundrades templet i Jerusalem. Plundringen ledde till oroligheter och så småningom förbjöds tempelkulten, firandet av sabbaten och omskärelsen. Templet vanhelgades genom att man offrade ett svin där. En grupp judar, mackabéerna, beslutade för att ta strid mot dessa regler och kampen ledde till att tempelkulten kunde återupptas 164 f.Kr. Till minne av detta firas chanukka varje år.

## Romersk provins
Kampen mot seleukiderna fortsatte under många år och beskrivs i de apokryfiska Mackabéerböckerna. Simon Mackabaeus blev både överstepräst och regent i Juda rike. Han efterträddes av sin son Jochanan Hyrkanos som med en yrkesarmé kunde erövra Idumeen och tvångskonverterade dess befolkning till judendomen. Han efterträddes av Alexander Jannaios som i sin tur efterträddes som regent av sin hustru, Salome Alexandra. Som kvinna kunde hon inte bekläda ämbetet som överstepräst och hennes två söner Aristobulus och Hyrkanus stred om posten. Efter hennes död vände sig båda bröderna till den romerske ståthållaren i Syrien, Pompejus, för att få hjälp. Men Pompejus tog inte ställning utan intog Jerusalem år 63 f.Kr. med de egna styrkorna. Han utnämnde Hyrkanus till överstepräst medan Aristobulus sändes till Rom som krigsfånge år 51 f.Kr.
Efter Pompejus död utnämnde Julius Caesar Antipater till prokurator över Judéen. Antipater utnämnde snart sina söner till ståthållare, Fasael i Jerusalem och Herodes i Galiléen. Så småningom, år 40 f.Kr. utnämndes Herodes till kung över hela Judéen. Under Herodes tid gjordes omfattande byggnadsarbeten i landet, bland annat en stor ombyggnad av templet i Jerusalem, av vilket Västra muren ännu återstår. Efter Herodes död år 4 f.Kr. följde en turbulent period och år 6 blev Judéen, Samarien och Edom en romersk provins, Iudaea, där en prokurator styrde tillsammans med sanhedrin, ett råd av äldre män. Landet på östra sidan av Jordanfloden och Galiléen blev judiska vasallstater styrda av Herodes söner Herodes Antipas och Herodes Filippos.

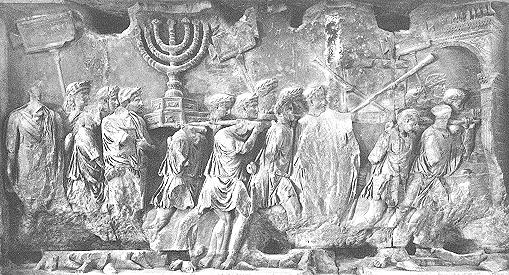
Jerusalem plundras år 70

Den romerska perioden var till en början fredlig men motståndet ökade efterhand när skattebördan blev tyngre. Den romerske kejsaren Caligula utmanade judarna genom att ge order att en staty av honom skulle resas i templet i Jerusalem; Caligula mördades dock år 41 innan ordern kunde verkställas. Under några år hade Judéen återigen en kung, Herodes Agrippa I, sonson till Herodes. Efter dennes död år 46 blev landet åter en romersk provins. År 66 utbröt ett uppror i staden Caesarea vid Medelhavet och oroligheterna spreds till Jerusalem och andra städer. Till en början var upproret framgångsrikt men romarna under ledning av Titus inledde en belägring av Jerusalem som varade i fem månader. Romarna kunde till slut erövra hela staden och kultföremålen i templet skickades troligen till Rom. En liten grupp, seloterna, tog sin tillflykt till en svårintaglig klippfästning vid Döda Havet, Masada. Efter flera års belägring kunde klippan intas av romerska soldater och enligt historikern Josefus begick de sista överlevande självmord hellre än att låta sig tillfångatas.
Motståndet mot romarna väcktes till liv igen 132-135 när Simon bar Koseva ledde ett uppror. Upproret var framgångsrikt till en början men romarna skickade förstärkningar och lyckades krossa upproret. Därefter förbjöd romarna judarna att utöva sin religion, tusentals såldes som slavar och många flydde utomlands. På Jerusalems ruiner byggdes en romersk stad, Aelia Capitolina, där judar var portförbjudna.

## Diasporan
Med förlusten av Jerusalem och templet omformades den judiska religionen så att man starkare betonade synagogornas och hemmens roll för religionen. Utan templet upphörde offerkulten och det fanns inte längre någon roll för tempelprästerna. De judiska lärda som ännu fanns kvar flyttade till staden Javna där rabbinen Jochanan Ben Zakkai lade grunden till ett lärdomscenter som bland annat avskaffade brännoffer som ersattes med bön. Flera generationer av lärda rabbiner, tannaim, ansvarade för att systematisera och tolka den judiska tron. Denna muntliga tradition blev snart väldigt omfattande och kom så småningom att skrivas ned och kallas då för Mishna. Olika moraliska och filosofiska tolkningar av händelserna i Moseböckerna samlades i Midrash. I olika judiska lärdomscentra i Galileen och i Babylonien sammanställdes Mishna och Midrash till Talmud. Den första samlingen, talmud yerushalmi sammanställdes vid olika jeshivor i Galileen omkring år 400 medan den större och mer kända samlingen talmud bavli sammanställdes i Babylonien fram till år 500.
600-talets muslimska erövring av stora områden i Mellanöstern innebar att judarna kunde fortsätta att själva sköta sina egna angelägenheter. Bland judarna slutade man att använda arameiska och började istället använda arabiska som talspråk. Muslimerna accepterade både judendom och kristendom eftersom de var abrahamitiska religioner men underkastade dess utövare restriktioner, dhimmi. Officiell ledare för judarna i de muslimska länderna var exilarken i Bagdad som utnämnde judiska domare och uttalade sig om judisk lag. Både i Bagdad och i Palestina fanns det judiska akademier som gav vägledning och utbildade judiska pojkar, under ledning av teologer som Saadja ben Josef. Under umayyaderna erövrades Jerusalem och judar fick åter bosätta sig där. Judarna nekades dock tillträde till Moria berg där det judiska templet legat och istället uppfördes Klippdomen där.
Judarna hade sedan länge bosatt sig i Egypten och på 200-talet f.Kr. bodde mellan 100 000 och 200 000 judar i Alexandria. På 500-talet var Jemen ett judiskt kungadöme.

### Spanien
Under det första århundradet grundades judiska kolonier i Spanien, ett område som judarna kallade för Sefarad. Så småningom lades restriktioner på judarna. Kyrkomötet i Elvira år 306 förbjöd judarna att välsigna de kristnas åkrar och förbjöd kristna och judar att äta tillsammans. År 633 beslöt den fjärde synoden i Toledo att judar inte kunde ha offentliga ämbeten där de bestämde över kristna. I mitten av 600-talet förbjöds sabbatsfirande och omskärelse. Efter den muslimska erövringen av den iberiska halvön förbättrades judarnas ställning och de erkändes som minoritet. Under Kalifatet Córdoba frigjorde sig även de spanska judarna från exilarkatet i Bagdad, och Córdoba blev ett intellektuellt centrum med ett fruktbart utbyte mellan judiska och muslimska tänkare. Tiden från 900-talet fram till mitten av 1100-talet har ofta kallats den judisk-arabiska guldåldern. I Córdoba föddes 1135 den judiske filosofen Maimonides.

Judisk kvinna från Tunis.

Efter umayyaddynstins fall 1030 delades kalifatet i Cordoba upp i små kungariken som Sevilla, Granada, Malaga och Zaragoza. Den kristne Alfons VI av Kastilien kunde 1085 erövra Toledo vilket försatte de små muslimska kungarikena i svårigheter. Kalifen av Sevilla skickade bud till almoraviderna i Nordafrika om hjälp. Dessa tog snabbt ledningen och införde olika restriktioner för judarna. År 1146 kom almoraviderna till makten vilket innebar att många synagogor förstördes och många judar tvingades konvertera till islam. På 1300-talet försvagades de spanska judarnas ställning ytterligare när de anklagades för att ligga bakom digerdöden. Den första egentliga pogromen inträffade i Sevilla den 4 juli 1391 och upploppen spred sig snabbt. En del judar tvingades att konvertera till kristendomen men en del fortsatte att vara judar i hemlighet, marranos.
I januari 1492 erövrades Granada, det sista islamska kalifatet, och den 31 mars undertecknade Ferdinand II och Isabella I ett dokument där alla judar utvisades ur Spanien. I slutet av juli hade alla judar som inte villa döpa sig lämnat landet. Antalet människor som lämnade landet har uppskattats till ungefär 150 000 personer. De flesta hamnade i Nordafrika och Osmanska riket. De judar som flyttade till Portugal fick efter några få år välja mellan att lämna landet eller att låta döpa sig. De som lät döpa sig, conversos, fick ändå möta en misstänksamhet och under inkvisitionen anklagades många för att vara judar i smyg. I Spanien tilläts inte conversos eller deras ättlingar bli hantverkare eller att studera vid vissa lärosäten och de fick inte bosätta sig i vissa städer.
De judar som lämnade den iberiska halvön, sefarder, och flyttade till Osmanska riket uppehöll en spansk-judisk kultur och talade en speciell form av medeltida spanska, ladino. De som flyttade till Nordafrika använde arabiska som talspråk, medan de som bosatte sig i Västeuropa använde det lokala språket.

### Västeuropa
Många av de judiska utvandrarna från Spanien bosatte sig i Frankrike, Tyskland och Nederländerna. En stor grupp av conversos bosatte sig i Antwerpen eller Amsterdam där de åter kunde utöva judendomen. Många conversos från Portugal bosatte sig i Frankrike och behöll banden till judendomen ända till 1723 när de åter fick rätt att utöva sin judiska religion.
Inom judisk tradition kallas Tyskland för Ashkenaz. De judar som från medeltiden och framåt bosatte sig i norra Frankrike, Tyskland och Polen brukar sammanföras till ashkenazisk judendom. De första spåren av judar i Tyskland kommer från Köln på 300-talet. De första judiska församlingarna växte fram i Köln och Mainz i slutet av 800-talet. Yeshivan i Mainz leddes av rabbi Gershom Ben Jehuda (cirka 960 - 1028) som förändrade den judiska lagen på flera punkter, bland annat tilläts inte längre månggifte bland ashkenaziska judar. En annan judisk lärd var rabbi Salomo Ben Isaac (1040 - 1105), som grundade en yeshiva i Troyes och skrev kommentarer till tanakh. Hans kommentarer till Moseböckerna är den första tryckta boken på hebreiska.
Under medeltiden spreds flera negativa fördomar om judarna i Västeuropa: de beskylldes för digerdöden, ritualmord av kristna barn och att de skar i oblaterna för att pina Jesus. Att judarna väntade på Messias tolkades som att de egentligen väntade på Antikrist. Den protestantiske reformatorn Martin Luther föreslår i sin skrift Om judarna och deras lögner att man ska bränna judarnas synagogor, bränna deras böcker, förbjuda deras gudstjänster och utvisa dem ur alla kristna länder.

### Polen, Centraleuropa och Östeuropa
I samband med förföljelser under korstågen flydde en del judar från Tyskland och Frankrike till Central- och Östeuropa men framförallt till Polen. Boleslav V av Polen utfärdade 1264 det så kallade Kalisz-statuten för att uppmuntra judisk invandring efter att mongolernas härjningar hade förött Polen. Statuterna innebar handelsfrihet och ett omfattande självstyre. Den fick som resultat en omfattande invandring från i första hand Tyskland, troligen handlade det om tiotusentals judar. Antalet judar i Polen och Litauen har uppskattats till 25 000 i slutet av 1400-talet och mer än 300 000 personer i mitten av 1600-talet. Dessa ashkenaziska judar talade medeltidstyska uppblandad med hebreiska och slaviska lånord, jiddisch.
Även i Östeuropa fick judarna uppleva förföljelser. Den zaporozjjekosackiska hetmanen Bohdan Chmelnytskyj startade ett uppror 1648 mot de polska härskarna. Judarna, som ofta arbetade som skatteindrivare eller förmän inom jordbruket, blev massakrerade och hundratals judiska byar förstördes. Antalet judar som dödades har uppskattats till mellan några tiotusen till mer än 100 000.
I början av 1700-talet uppkom en religiös judisk väckelse i södra Polen, chasidismen. Väckelsen började med den karismatiske Israel ben Eliezer som lärde att en uppriktig bön till Gud är mer värd än att studera Talmud eller att följa det judiska regelverket till punkt och pricka. Inom chasidismen införlivades element från kabbalan och olika sefardiska traditioner. Chasidismen kritiserades av de som förespråkade traditionell rabbinsk lärdom men även av den så kallade Haskala-rörelsen som ansåg att chasidismen lurade de fattiga och nödlidande att skaffa sig tröst genom bön istället för att arbeta för sociala reformer. Chasidismen närmade sig så småningom den rabbinska judendomen och man betonar nu både studiet av Torahn och de traditionella judiska riterna.
Efter Polens delningar i slutet av 1700-talet begränsades de central- och östeuropeiska judarnas autonomi på flera sätt. Regionen Galizien tillföll Österrike och där påbjöd Josef II att judiska barn skulle sättas i statliga skolor och judiska män inkallades i armén. I Ryssland fick judarna endast bo i ett särskilt bosättningsområde i västra Ryssland (se artikeln Judiska bosättningsområdet i Kejsardömet Ryssland). Under Nikolaj I:s tid kunde judiska män inkallas till armén med tjänstgöring i upp till 25 år. Under Alexander II infördes reformer som skulle underlätta judarnas integrering i det ryska samhället. Efter att tsaren omkom i ett bombattentat fick dock judarna skulden och de drabbades av statligt sanktionerade pogromer som varade i drygt två år, 1891-1894. Under 1880-talet kom det nya lagar som försvårade livet för judarna och många valde att utvandra. Den första emigrationsvågen ägde rum under denna tid och de flesta valde att flytta till USA. Ytterligare en våg av pogromer pågick under åren 1903-1906. Fram till första världskriget utvandrade drygt 1,5 miljoner judar från Ryssland.

## Emancipation eller sionism?

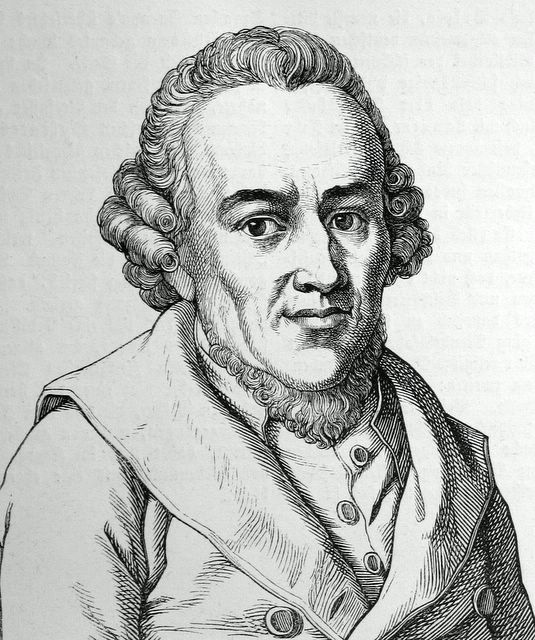
Moses Mendelssohn (1729-1786)

Efter den franska revolutionen gavs judarna en allt högre grad av medborgerliga rättigheter i en rad europeiska länder: Frankrike 1791, Holland 1796, Preussen 1812 och så vidare. Bland många judar fanns en förhoppning att ökad emancipation skulle göra det möjligt att kombinera judisk tro med att bli behandlad som en fullvärdig medborgare. En tidig vägröjare var Moses Mendelssohn som ansåg att de tyska judarna måste lära sig tyska för att kunna behandlas som medborgare. Mendelsohn själv översatte pentateuken till tyska.
Även inom det religiösa livet skedde det förändringar. 1818 grundades en reformjudisk synagoga i Hamburg där man använde tyska som liturgiskt språk istället för hebreiska. Inom gudstjänsten införde man musik för att göra den mer lik den lutherska gudstjänsten och i synagogan lät man män och kvinnor sitta tillsammans. En av de som förespråkade reformjudendom var rabbinen Abraham Geiger som ansåg att både de religiösa reglerna och den religiösa tron måste förändras i takt med tiden. Geiger menade bland annat att längtan att kunna återvända till det heliga landet inte längre kunde vara en judes högsta önskan och att judarna måste använda tyska som umgängesspråk istället för hebreiska för att kunna assimileras i det tyska samhället. Många reformjudar stödde inte skapandet av Israel i början men är numera anhängare av den judiska staten.
Rabbi Zacharias Frankel i Breslau ansåg att det ändå fanns mycket som var värt att behålla i den traditionella judendomen. Denna inriktning brukar kallas konservativ judendom. Denna inriktning ser judendomen som en blandning av religion och nationell tillhörighet. Den stödde tidigt skapandet av en judisk stat.
Den traditionella rabbinska judendomen finns kvar och brukar kallas för ortodox judendom. Denna inriktning menar att den viktigaste sysselsättningen i livet är studier av torahn. Denna har dikterats av Gud och det är därför en judes plikt att inrätta sitt liv efter de religiösa buden. En stor grupp inom den ortodoxa judendomen är de ultraortodoxa som inte tror att assimilering är möjlig och därför klär sig traditionellt, exempelvis i mörk kavaj, svart hatt och med pannlockar samt tzitzit vid midjan. Många ortodoxa är motståndare till staten Israel eftersom de anser att en judisk stat inte bör upprättas innan Messias kommit.

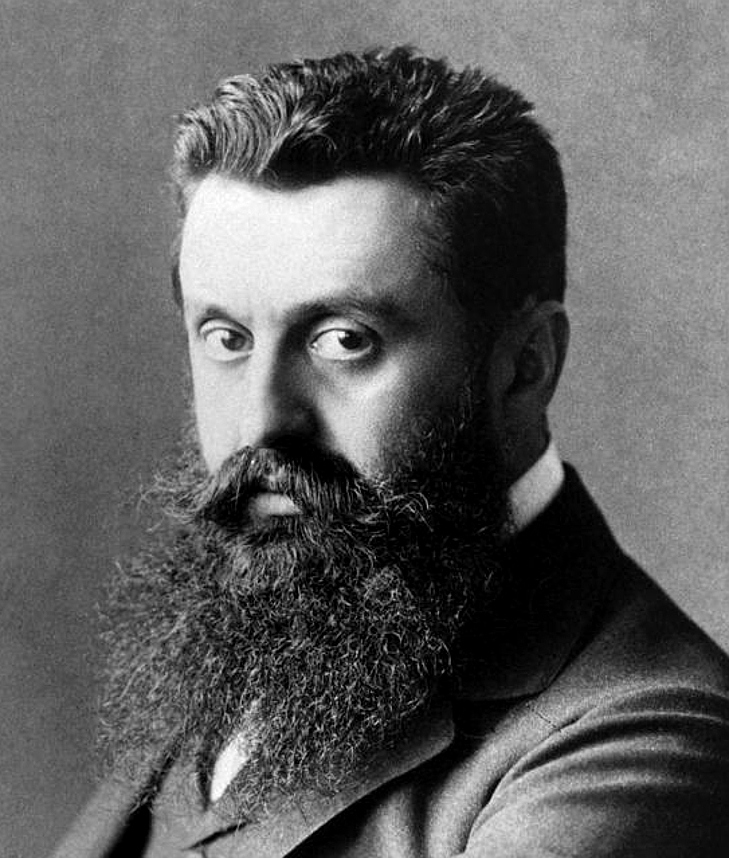
Theodor Herzl (1860-1904)

Under 1800-talet ökade den antisemitiska propagandan i Europas länder. Dreyfusaffären i Frankrike visade att det i Frankrike fanns en ingrodd antisemitism inom armén. En av de journalister som bevakade rättegången mot Alfred Dreyfus var journalisten Theodor Herzl. På några få dagar skrev han Judestaten som publicerades 1896 och där han hävdar att det är nödvändigt att skapa en judisk stat. Herzl tog initiativ till den första sionistkongressen i Basel 1897 som uttalade att sionismens mål var att skapa ett nationellt hem för judarna i Israel. Efter Herzls död 1904 fanns det två huvudriktningar inom sionismen, dels den politiska sionismen som med diplomatiska medel ville skapa förutsättningar för en självständig judisk stat, dels den praktiska sionismen som ville fortsätta det pågående arbetet med att skapa judiska kolonier i Palestina.

## Palestina
De judar som levde kvar i Palestina drabbades hårt under korstågstiden men 1500-talet blev inledningen till en ny blomstringstid. Den osmanske sultanen Selim I kunde erövra Palestina från mamlukerna 1517 och därefter uppstod större och mindre judiska bosättningar. Safed i Galileen blev ett centrum för kabbalistisk judendom under 1400- och 1500-talen.
Många av de judar som utvisades ur Spanien flyttade till Turkiet där Smyrna, Saloniki och Konstantinopel fick en stor judisk befolkning. En av dessa, Josef Nasi, blev rådgivare till sultanen Selim II och försökte på 1560-talet få igång en judisk kolonisering av större omfattning, bland annat genom att återuppbygga staden Tiberias. Försöket misslyckades dock. Under 1600- och 1700-talen förekom sporadisk judisk invandring, främst av religiösa judar.
Under 1800-talet förändrades invandringen till Palestina. Leo Pinsker, läkare i Odessa, publicerade 1882 Autoemancipation där han hävdade att judarna behövde bli ett självständigt folk i en egen stat. Samma år flyttade 25 studenter från universitetet i Charkiv till Palestina där de grundande en jordbrukskoloni, Rishon LeZion. 1878 hade den första jordbrukskolonin, Petah Tikva, bildats. Pionjärerna hade stora svårigheter i början men fick ekonomiskt stöd av den rike baron Edmond Rothschild i Paris. Denna period brukar kallas den första aliyan då ryska och jemenistiska judar kom till Palestina och grundade flera av dagens israeliska städer.
Fortsatta pogromer i Ryssland 1903-1905 gjorde att många judar där utvandrade till Palestina. Under den andra aliyan som varade fram till första världskriget kom många judar från Ryssland för att omsätta sina socialistiska ideal i praktiken. 1909 grundades den första kibbutzen, Degania, och samma år staden Tel Aviv.

### Arbetarsionism

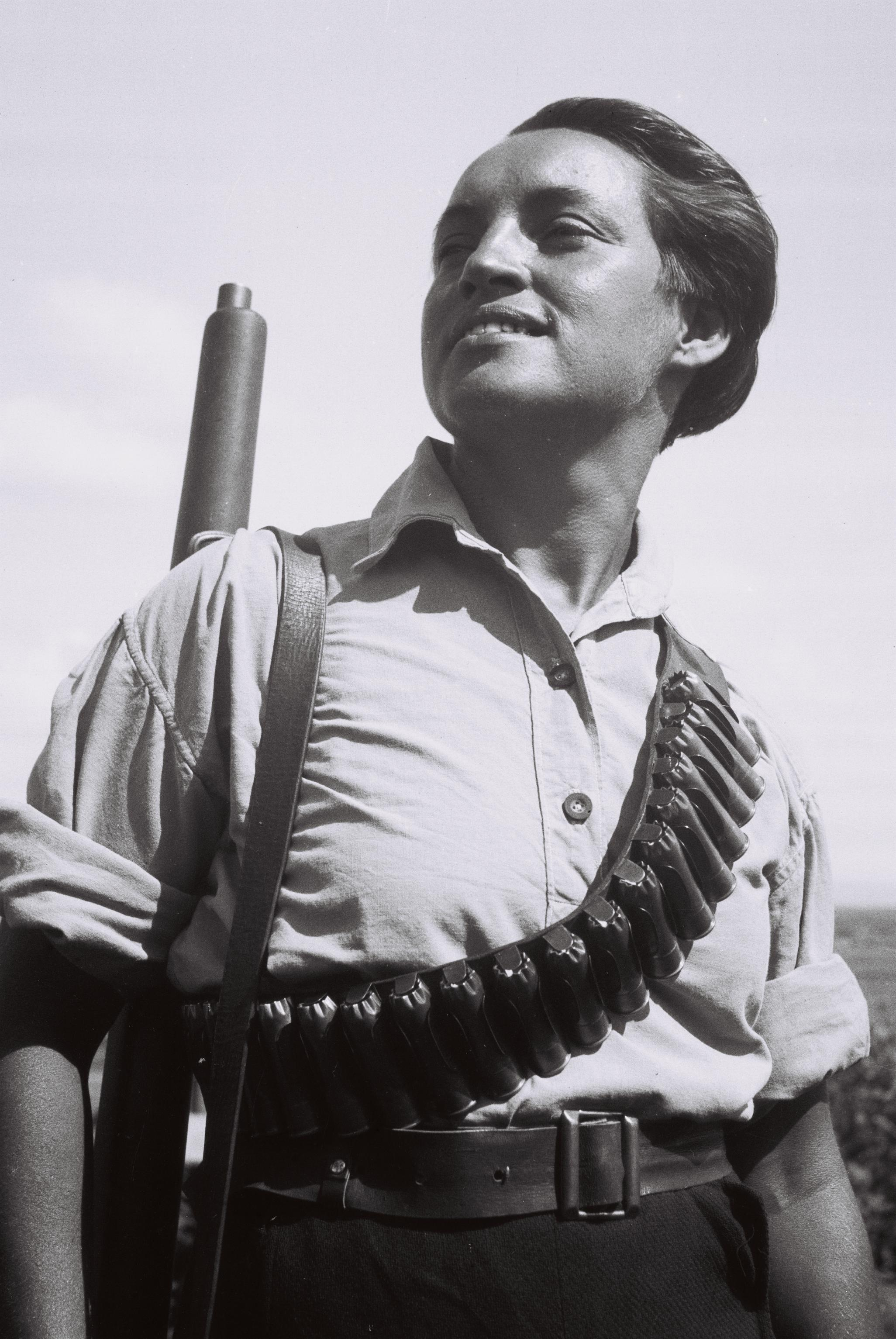
Kibbutzvakt 1936. Arbetarsionismen ville skapa en ny judisk människa som genom hårt arbete skulle få en moralisk rätt till jorden.

Arbetarsionismen förespråkade en medveten kolonisering av Palestina där unga och arbetsvilliga judar kom till landet för att skapa ett nytt samhälle. Dessa arbetarsionister kom dit i den andra och tredje aliyan (1904-1923) och grundade de första kollektivjordbruken, kibbutzerna. De filosofiska grundtankarna bakom hade formulerats av Moses Hess som växte upp i en ortodox judisk familj i Bonn men under ungdomen blev kommunist och var en av de unga beundrarna kring Karl Marx och Friedrich Engels. I sin skrift Rom und Jerusalem 1862 förespråkade han att judarna skulle emigrera till Palestina och där bygga ett socialistiskt samhälle byggt på jordbruk vilket i sin tur skulle skapa en ny judisk människa. En annan inspirationskälla var A. D. Gordon som hade en närmast religiös dyrkan av jorden och fysiskt arbete. Arbetet med jorden skapade en besittningsrätt, en moralisk rätt till landet. Missbruk och otillräckligt arbete med jorden gjorde att besittningsrätten förlorades menade Gordon, en åsikt som kom att användas mot Palestinas araber med deras påstått lågavkastande medeltida jordbruk. Arbetarsionismen inspirerades också av Theodor Herzls roman Altneuland från 1902 där han tecknar bilden av en judisk stat i Palestina med drag av utopisk socialism, kollektiv barnomsorg och skolutbildning, en ekonomi som domineras av kooperativa företag och tvåårig obligatorisk samhällstjänst för alla medborgare. Någon opposition från araberna omnämns inte i romanen. I Herzls utopi om en judisk stat är det judiska inte särskilt framträdande och den judiska staten är ett medel för att assimilera judarna och göra dem till en nation bland andra.
I det sionistiska Altneuland har araber och alla andra etniska grupper samma rättigheter som judarna. En av de nya samhällets ledare är en arabisk ingenjör vid namn Reschid. I romanen låter Herzl honom svara för de muslimska araberna[6]:
 "Jag ville fråga dig, min käre Bey, hur tidigare invånare klarar sig - De som inte hade något, de många muslimska araberna. " 
 '"Din fråga besvarar sig själv, Mr Kingscourt", svarade Reschid. "De som ingenting hade, hade inget att förlora. De kunde bara vinna och de vann möjligheter att arbeta, försörja sig och skapa välstånd. Ingenting kunde ha varit mer uselt än en arabisk by i slutet av artonhundratalet. Husen var av lera, ruckel olämpliga som stall. barnen sprang nakna och försummade på gatorna, och växte upp som dumma djur. Nu är allt annorlunda. de gynnades av de progressiva åtgärderna i det nya samhället, vare sig de ville eller inte. När träsken tömdes, kanalerna byggdes och eukalyptusträd planterades för att dränera, och "bota" den sanka marken, då var de infödda (som naturligtvis var väl acklimatiserade) de första att få anställning, och de fick bra betalt för sitt arbete! [.....]' 
 '"Ni är lustiga människor, ni muslimer. Betraktar ni inte dessa judar som inkräktare?" 
 "Du talar konstigt, du kristne," svarade den vänliga Reschid. "Skulle du kalla en man en rånare som tar ingenting från dig, men som ger dig något i stället? Judarna har berikat oss. Varför ska vi vara arga på dem? De bor bland oss som bröder. Varför skulle vi inte älska dem? Jag har aldrig haft en bättre vän bland mina trosfränder än vad jag har i David Littwak här. Han kan komma till mig, dag som natt, och be om vad han vill. Jag skall ge honom. och jag vet att jag också kan räkna med honom som en bror. Han ber i ett annat hus till Gud som är över oss alla. Men våra kyrkor står sida vid sida, och jag tror alltid att våra böner, när de stiger, blandas någonstans ovanför, och sedan fortsätter på väg tillsammans tills de framträda inför vår Fader. "

### Revisionistisk sionism

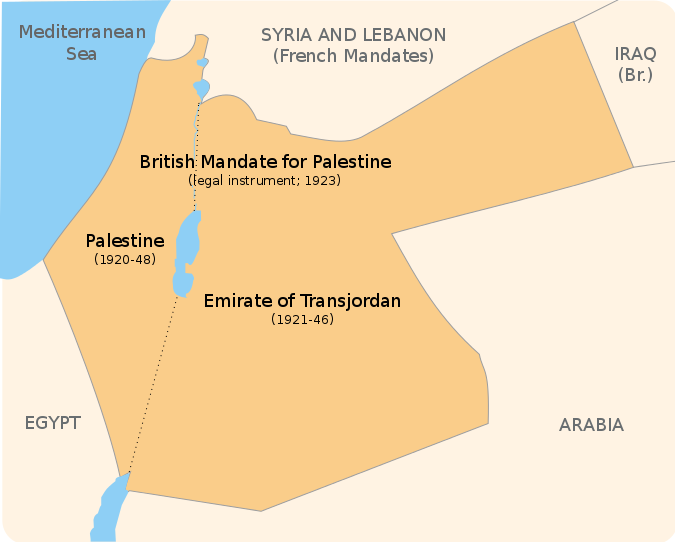
Den brittiska Palestinamandatet förbjöd judar att bosätta sig i Transjordanien. Revisionisterna ansåg detta vara olagligt och ville att hela brittiska mandatet territorium, inte bara dess västra del, skulle ingå i en framtida judisk stat.

Den revisionistiska sionismen formades under intryck av judarnas situation i Centraleuropa, särskilt i Polen och Ukraina där nationella rörelser framhävde betydelsen av att tillhöra det polska eller det ukrainska folket, och kom att förespråka en judisk nationalism byggd på nationell ära och kollektiv självkänsla, mot omvärlden en yttre aggressivitet men inåt präglad av inre osäkerhet. Dess förgrundsfigur är Zeev Jabotinsky som 1910 menade: "Dum är den människa som litar på sin granne, hur god och kärleksfull han än må vara; dum är den människa som litar till rättvisa. Rättvisa existerar bara för dem som har nävar och envishet nog att förverkliga den." Jabotinsky grundade på 1920-talet ungdomsrörelsen Betar Movement och bland Polens unga judar blev den en massrörelse där ungdomar fick marschera i bruna uniformer och genomgå militära träningsläger. Betars högste ledare blev på våren 1939 Menachem Begin, senare Israels premiärminister. Begin förespråkade en militant sionism där Palestina skulle erövras militärt. En annan polsk Betar-medlem var den senare premiärministern Yitzhak Shamir som gick med i den 1940 grundade Lehi som bland annat utförde terrordåd mot det brittiska myndigheterna och mördade FN-diplomaten Folke Bernadotte. I Palestina förespråkade revisionisterna en judisk stat över hela det brittiska mandatområdet Palestinamandatet inklusive Transjordanien, åtminstone som ett minimum. Revisionisternas inflytande i den sionistiska rörelsen ökade fram till början av 1930-talet. Ledarskapet i den sionistiska rörelsen togs då av arbetarsionismens politiska parti, Mapai, ledd av David Ben Gurion. Efter staten Israels utropande 1948 var det också Mapai och arbetarsionismen som fick den politiska makten. Det högernationalistiska Herut saknade helt inflytande och fram till 1965 fick Herut aldrig mer än 14 procent av rösterna i de allmänna valen.
I december 1917 intogs Jerusalem av en allierad styrka under ledning av general Allenby. En månad tidigare hade den brittiska regeringen utfärdat Balfourdeklarationen där den sade sig vilja göra stora ansträngningar för att skapa ett judiskt nationalhem i Palestina. När Palestinamandatet bildades 1922 ingick formellt sett Transjordanien men där hade britterna tillsatt Abdullah Ibn Hussein såsom emir och judisk invandring dit tilläts inte. I mandatområdet väster om Jordanfloden ökade spänningen mellan judar och araber under 1920- och 1930-talen.
Bland araberna fanns det en stor misstänksamhet både mot de judiska invandrarna och mot den brittiska deklarationen. Omfattande arabiska demonstrationer 1920, 1921 och 1929 urartade i våldsamheter där hundratals människor dödades och skadades. 1933 fanns det 800 000 araber och färre än 200 000 judar i Palestina. Utvecklingen i Europa gjorde dock att migrationen till Palestina tog fart och ytterligare 215 000 judar kom till Palestina mellan 1933 och 1939. Utvecklingen försämrade ytterligare relationerna mellan grupperna och i april 1936 utbröt ett stort uppror bland araberna riktade mot både judarna och britterna. Den brittiska polisstyrkan i Palestina var underbemannad och saknade resurser att ta itu med ett inbördeskrig. Den brittiska Peel-kommissionen föreslog 1937 delning och begränsad judisk invandring men både araber och judar sade nej till detta förslag. Britterna skickade militära förstärkningar 1939, slog ned revolten och begränsade invandringen till 25 000 personer om året. Oroligheterna och angreppen riktade mot britterna fortsatte under andra världskriget, trots att den brittiska styrkan uppgick till 100 000 man. I februari 1947 förklarade den brittiska regeringen att situationen var ohållbar och att dess styrkor skulle evakuera Palestina i maj 1948.

## Förintelsen

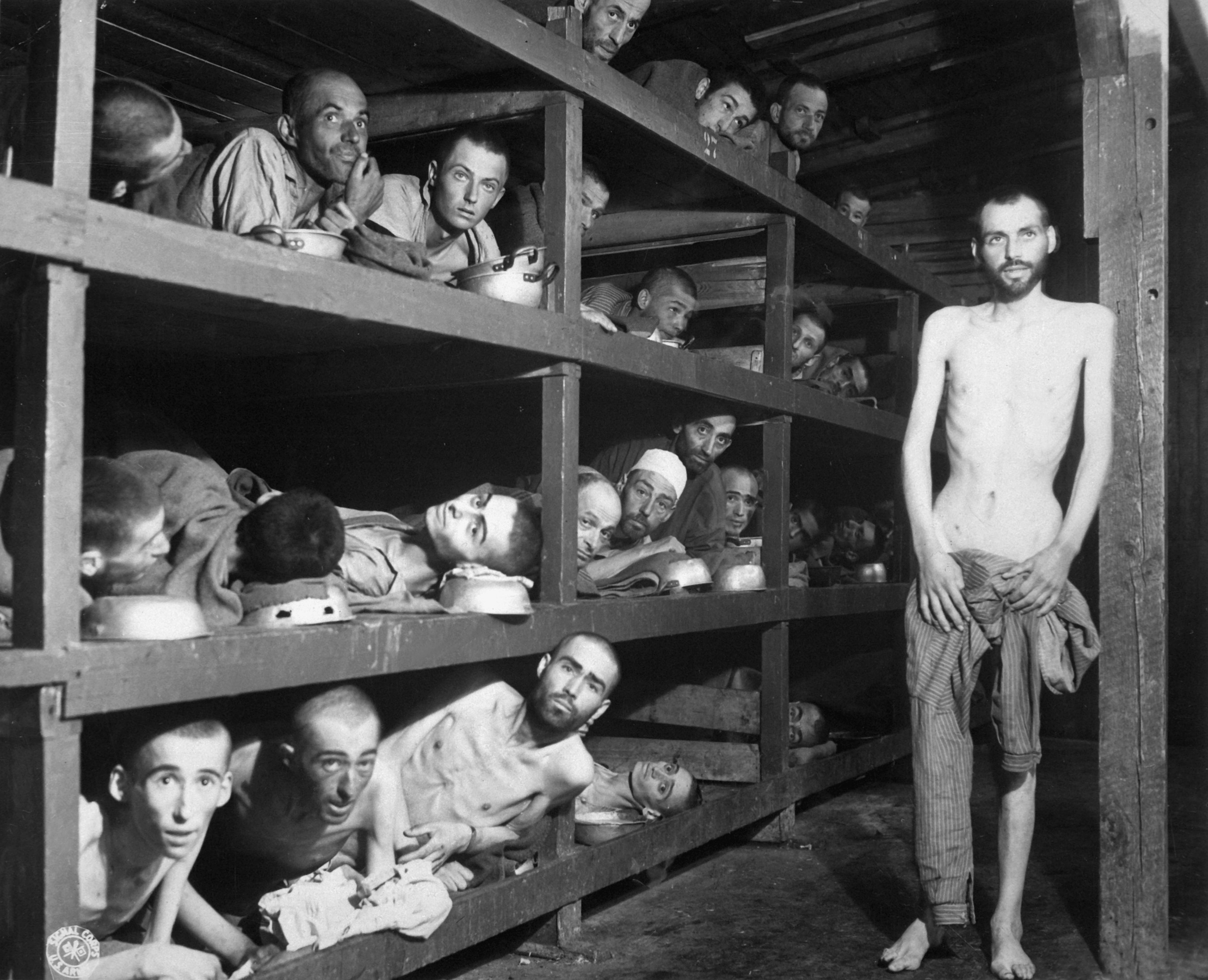
Överlevande från koncentrationslägret Buchenwald. En av männen i bakgrunden är författaren Elie Wiesel.

I början av 1930-talet bodde 500 000 judar i Tyskland. Det tyska nazistpartiet hade sedan bildandet bedrivit en uttalat antisemitisk propaganda mot judarna och efter att partiledaren Adolf Hitler utnämndes till rikskansler 1933 omsattes detta i praktisk politik. Judarna utestängdes i april 1933 från statliga ämbeten och i oktober samma år från att arbeta som journalister. Genom Nürnberglagarna 1935 förbjöds äktenskap mellan judar och personer "av tyskt blod". 1938 kom en lag som påbjöd att alla judar måste lägga till Sara eller Israel i sina namn. Under kristallnatten i november 1938 utsattes tusentals judiska butiker över hela Tyskland för omfattande förstörelse, hundratals synagogor förstördes och ett hundratal judar mördades.
Efter andra världskrigets utbrott tvingades judarna i östra Europa samman i städernas getton för att det på vis skulle vara lättare att övervaka dem och föra bort dem till utrotningsläger. Till östra Europas getton skickades även judar från Tyskland och Österrike. Förhållandena i gettona blev snabbt olidliga på grund av trängseln och människor dog av svält och sjukdomar. Från gettona skickades judarna vidare till koncentrationsläger. Efter Tysklands anfall på Sovjetunionen fick särskilda Einsatzgruppen i Sovjetunionen och Baltikum i uppdrag att skjuta judar, kommunister, mentalsjuka och krigsfångar. Einsatzgrupp A som var verksam i Litauen på hösten 1941 avrättade 137 346 personer. I Babij Jar i Ukraina mördades 33 371 judar i september 1941 av en Einsatzgrupp.
Metoden att skjuta människor till döds med handeldvapen övergavs av olika skäl och på hösten 1941 började man i koncentrationslägret Auschwitz att använda ett insektsbekämpningsmedel, Zyklon B, som består av det dödliga giftet cyanväte. Med detta medel kunde man övergå till massmord i industriell skala. I Auschwitz, Majdanek och några koncentrationsläger i Tyskland mördades 3 miljoner människor. Genom Operation Reinhard, vars mål var att tömma Polen på judar, mördades 1,7 miljoner människor i koncentrationslägren Bełżec, Sobibór och Treblinka från mars 1942 till oktober 1943.
Antalet judar som mördades under Förintelsen kan uppskattas till mellan 5 miljoner och strax över 6 miljoner.

## Galleri

Judisk kvinna och flicka, Tunis, 1800-tal.
Judisk man, Tunis, 1800-tal.
Judisk kvinna, Tunis, 1800-tal.
Judisk kvinna, Tunis, 1800-tal.
Judisk man, Tunis, 1800-tal.
Judisk kvinna, Tunis, 1800-tal.